# Медзянка (Свентокшиське воєводство)
Медзянка (пол. Miedzianka) — село в Польщі, у гміні Хенцини Келецького повіту Свентокшиського воєводства.
Населення — 378 осіб (2011).
У 1975-1998 роках село належало до Келецького воєводства.

## Демографія
Демографічна структура на день 31 березня 2011 року:
|          | Загалом | Допрацездатний вік | Працездатний вік | Постпрацездатний вік |
| -------- | ------- | ------------------ | ---------------- | -------------------- |
| Чоловіки | 186     | 43                 | 124              | 19                   |
| Жінки    | 192     | 48                 | 107              | 37                   |
| Разом    | 378     | 91                 | 231              | 56                   |